# 펜실베이니아주의 주지사

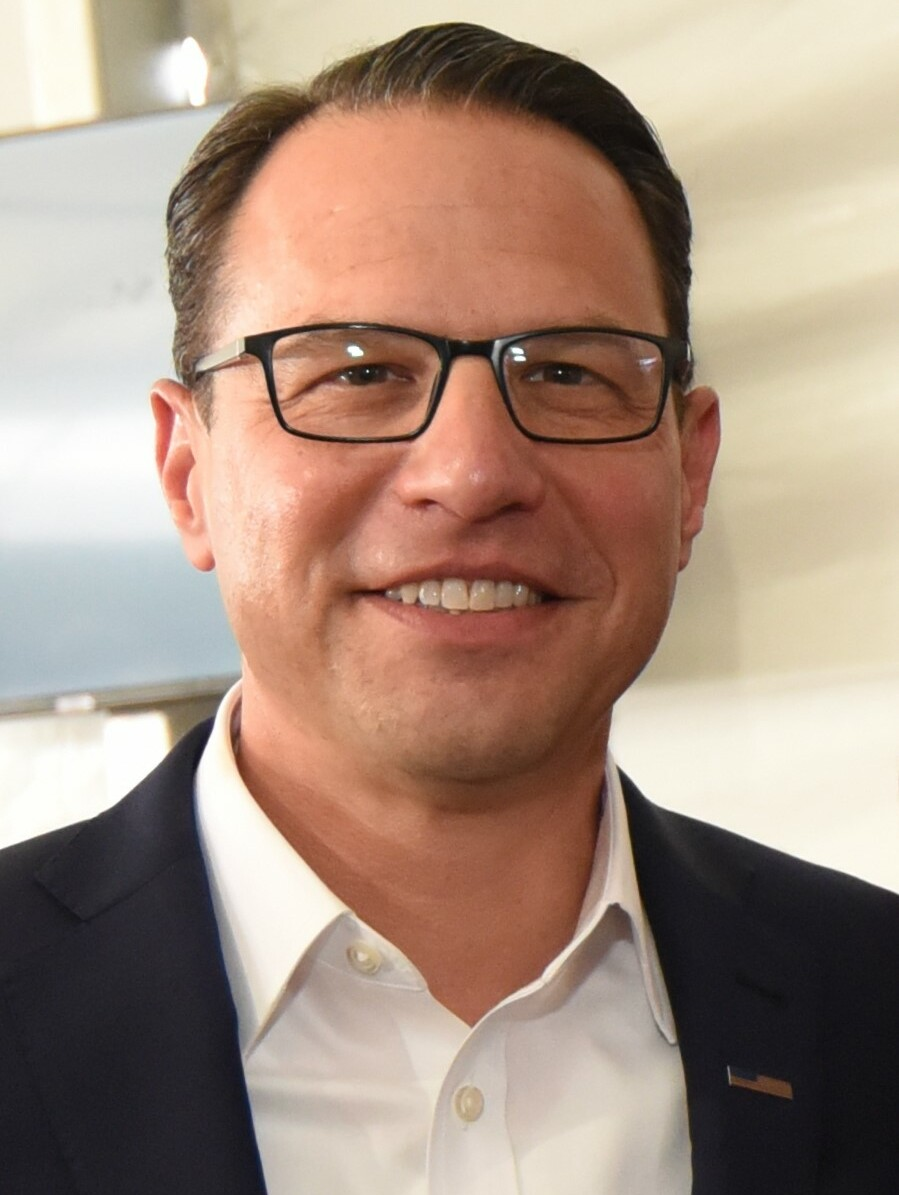
조시 샤피로 현 펜실베니아주지사

펜실베이니아주의 주지사(영어: Governor of Pennsylvania)는 미국 펜실베이니아주 정부수반이자 주 방위군의 총사령관이다.
주지사는 주법을 집행하고 펜실베이니아 주의회에서 통과된 법안을 승인하거나 거부할 권한과 입법부를 소집할 의무가 있다. 주지사는 탄핵의 경우를 제외하고 사면위원회의 권고를 받은 경우에만 사면을 할 수 있다.
현재 주지사는 2023년 1월 17일에 취임한 조시 샤피로이다.

## 주지사
펜실베이니아주는 원래 13개 식민지 중 하나였으며 1787년 12월 12일에 주가 되었다. 독립을 선언하기 전에는 펜실베이니아주는 그레이트브리튼 왕국의 식민지였다.

### 펜실베이니아 연방 주지사
1790년 헌법은 의회를 폐지하고 총장을 주지사로 교체했으며, 선거 후 12월 셋째 주 화요일에 시작되는 주지사의 임기를 3년으로 설정했다. 주지사는 12년 중 9년 이상 재임할 수 없었다. 1838년 헌법은 임기 시작을 선거 후 1월 셋째 주 화요일로 변경하고 주지사는 9년 중 6년만 재임할 수 있도록 허용했다. 1874년 헌법은 임기를 4년으로 연장하고 주지사의 승계를 금지했다. 1968년 현행 헌법은 이를 변경하여 주지사가 평생 임기 없이 두 번 연속 재임할 수 있도록 했다.
1968년 헌법에 따라 밀턴 샤프는 두 번의 임기를 수행한 최초의 주지사였으며, 톰 코벳은 재선에 실패한 최초의 현직 주지사였다.